# عدن الأشلوح (السياني)

تعديل مصدري - تعديل

عدن الأشلوح هي إحدى قرى عزلة الدامغ بمديرية السياني التابعة لمحافظة إب، بلغ تعداد سكانها 1790 نسمة حسب تعداد اليمن لعام 2004.